# Cooler
Cooler is een personage uit een Dragon Ball Z-film die naast de serie is gemaakt, getiteld Cooler's Revenge.
Cooler is de broer van Frieza, dus ook een Changeling, een wreed ras. Cooler is veel sterker dan Frieza en heeft een nieuwe transformatie, die Frieza niet heeft.
Cooler kwam naar de aarde met zijn handlangers nadat hij gehoord had dat zijn broer Frieza door Goku gedood was. Hij wilde wraak nemen voor zijn broer, maar Goku was te sterk, ook voor Cooler. Goku heeft hem met behulp van zijn Kamehameha-techniek naar de zon geblazen.

## Metal Cooler
Cooler komt ook nog in een andere film voor als Metal Cooler. Hij is dan in een volledig metalen gedaante op de nieuwe planeet Namek gekomen. Goku en Vegeta verslaan hem uiteindelijk. Metal Cooler bleek samen met honderden anderen een kloon van de echte Cooler te zijn. Goku vernietigt de Big-Geti Star, de plek waar ze gekloond worden.